# Eucicones
Eucicones is een geslacht van kevers uit de familie somberkevers (Zopheridae).

## Soorten
Deze lijst is mogelijk niet compleet.
- E. marginalis
- E. perfectus
- E. uniformis